# 列拉斯港
列拉斯港是哥倫比亞的城鎮，位於該國中部，由梅塔省負責管轄，距離首府比亞維森西奧146公里，始建於1950年代，面積2,061平方公里，海拔高度297米，2005年人口10,582。
3°00′N 72°30′W / 3.000°N 72.500°W